# Pola Oloixarac
Pour les articles homonymes, voir Caracciolo.
Paola Caracciolo, née le 13 septembre 1977 à Buenos Aires, plus connue sous le pseudonyme Pola Oloixarac, est une romancière, journaliste, librettiste et traductrice argentine.

## Biographie
Paola Caracciolo naît à Buenos Aires le 13 septembre 1977. Elle étudie la philosophie à l'Université de Buenos Aires. Elle effectue ensuite des études postuniversitaires en vue d'un doctorat à l'université Stanford en Californie.
Elle écrit pour diverses publications comme The New York Times, The Telegraph, Rolling Stone, Folha de S.Paulo, Revista Clarín, Etiqueta Negra, Quimera, Brando, América Economía, entre autres. Elle est aussi la fondatrice et rédactrice en chef de The Buenos Aires Review, une revue bilingue anglo-espagnole sur la littérature contemporaine des Amériques.
Son premier roman, qui devient un best-seller, est Las teorías salvajes (Les théories sauvages, 2008). Il est traduit en français en 2013, en néerlandais, en finnois, en italien et en portugais. Il est publié en version anglaise par Soho Press en janvier 2017. Las teorías salvajes provoque cependant une controverse critique et culturelle lors de sa sortie, le sujet du roman et l'image publique d'Oloixarac sont alors vivement commentés,. Selon Pola Oloixarac, le tollé sexiste provoqué par son livre est dû à son déphasage par rapport à la littérature féminine habituelle, ce livre présentant une critique sociologique astucieuse et satirique, ce qui est plutôt théoriquement l'apanage des hommes,.
Son troisième roman est intitulé Mona. Paru en espagnol en 2019, il est traduit en anglais en 2021. Selon le critique littéraire Rob Doyel de The Guardian, elle se révèle comme une satiriste avec un certain « goût pour la provocation ». Pour Didier Jacobs de L'Obs, ce roman est une fable satirique montrant les petits travers des grands écrivains, traitée avec un « humour hors du commun ». Selon Alain Nicolas, l'autrice pose un « regard ravageur » sur les liens sociaux des écrivains.
Pola Oloixarac est régulièrement invitée à présenter ses travaux et l'état de ses réflexions sur la littérature, notamment dans les universités de Stanford, de Harvard, de Cornell, de Dartmouth, à l'université de Toronto, à l'université de Floride, à l'Americas Society et dans des festivals littéraires dont le Jaipur Literature Festival, Liwre en Finlande, Hay Cartagena, au FLIP Brésil, au Salon du livre de Miami, au Marathon des mots à Toulouse, au FIL Lima, au Crossing Borders à Anvers et La Haye.

## Prix et distinctions
En 2010, Pola Oloixara est choisie comme l'une des meilleures jeunes romancières espagnoles par la revue littéraire britannique Granta. La même année, elle est invitée à participer au Programme international d'écriture créative à l'Université de l'Iowa. Elle reçoit également un prix littéraire du Fonds national pour les Arts.
Au Royaume-Uni, Pola Oloixara obtient le prix de l'écriture du Centre Eccles et du Hay Festival 2021, et elle est boursière Eccles à la British Library.

## Principales œuvres
- Las teorias salvajes, Buenos Aires, Alpha Decay, 2008. — Traduit en français sous le titre Les théories sauvages par Isabelle Gugnon, Paris, Seuil, 2013  (ISBN 9782021035452).
- Las constelaciones oscuras, Buenos Aires, Random House, 2015.
- Mona, Buenos Aires, Random House, 2019. — Traduit en français par Isabelle Gugnon, Paris, Seuil, 2022.